# Prix du 7e parallèle
Le prix du 7e parallèle (7th Orbit Prize) est une récompense décernée depuis 2005 par le jury du 7e parallèle du Festival international du film fantastique de Bruxelles.

## Palmarès
| Année | Film                       | Titre original        | Réalisateur       | Pays                       |
| ----- | -------------------------- | --------------------- | ----------------- | -------------------------- |
| 2005  | Le goût du thé             | 茶の味, Cha no aji    | Katsuhito Ishii   | Japon                      |
| 2006  | Sigaw                      |                       | Yam Laranas       | Philippines                |
| 2007  | Des trous dans la tête     | Brand Upon the Brain! | Guy Maddin        | États-Unis / Canada        |
| 2008  | Telepolis                  | La Antena             | Esteban Sapir     | Argentine                  |
| 2009  | Dream                      | 비몽, Bi-mong         | Kim Ki-duk        | Corée du Sud               |
| 2010  | Symbol                     | しんぼる, Shinboru    | Hitoshi Matsumoto | Japon                      |
| 2011  | The Temptation of St. Tony | Püha Tõnu kiusamine   | Veiko Õunpuu      | Estonie / Finlande / Suède |
| 2012  | Himizu                     |                       | Shion Sono        | Japon                      |